# Função trabalho

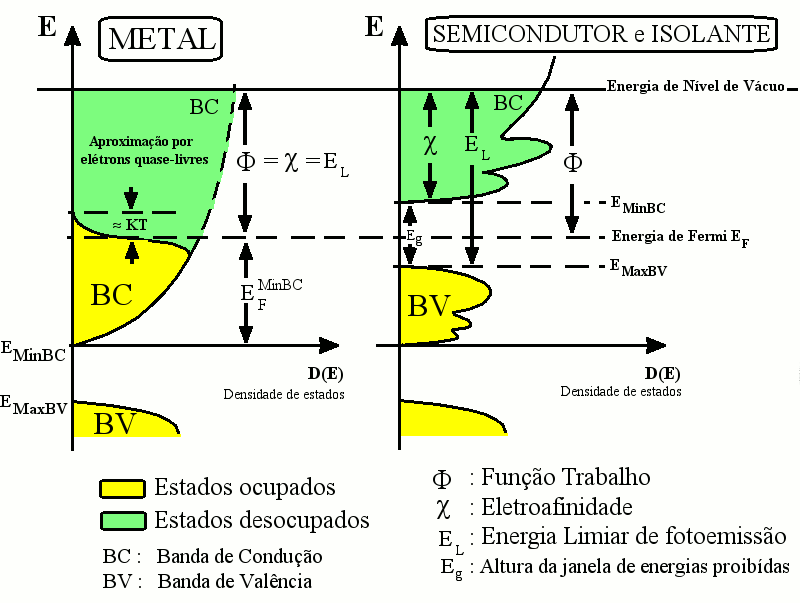
Principais energias em estrutura de bandas para sólidos cristalinos.

A função trabalho (Φ) é definida como a diferença entre as energias de vácuo EV e de Fermi EF para um sistema.
Φ = EV − EF 
A função trabalho localiza o estado com energia de vácuo em relação ao estado com a energia de Fermi para a amostra em análise. Corresponde à energia necessária para se remover um elétron da amostra (geralmente um sólido), colocando-o ao nível de vácuo. É uma medida da barreira de potencial que os elétrons devem vencer para abandonarem o material e tem, por isto, participação importante no processo de emissão eletrônica, a citar nos processos de fotoemissão como de termoemissão .
A função trabalho tem papel importante na física do estado sólido e em técnicas de análise como a espectroscopia de fotoelétrons excitados por raios X. 